# Leptosphaerulina personata
Leptosphaerulina personata är en lavart som först beskrevs av Niessl, och fick sitt nu gällande namn av M.E. Barr 1972. Leptosphaerulina personata ingår i släktet Leptosphaerulina, ordningen Pleosporales, klassen Dothideomycetes, divisionen sporsäcksvampar och riket svampar.   Inga underarter finns listade i Catalogue of Life.
I den svenska databasen Dyntaxa används istället namnet Scleropleella personata för samma taxon.  Arten är reproducerande i Sverige.